# Sylvester Pemberton
Sylvester Pemberton, conocido alternativamente como Star-Spangled Kid y Skyman, es un superhéroe en el universo de DC Comics. Sylvester apareció por primera vez en Star Spangled Comics #1 (octubre de 1941) y fue creado por Jerry Siegel y Hal Sherman.
A partir de octubre de 1941, el personaje encabezó su propio cómic, Star Spangled Comics, que presentó a su compañero, Stripesy. El otoño de 1941 fue un período de auge para los superhéroes patrióticos mientras el país se preparaba para entrar en la Segunda Guerra Mundial; Durante este período, las editoriales de cómics también lanzaron Miss Victory, Miss America, U.S. Jones, el Luchador Yank, Flag, Capitán Flag y Yank y Doodle, entre otros.
Star-Spangled Kid y su compañero, Stripesy, aparecieron en Star Spangled Comics hasta el número 86 (noviembre de 1948). El cómic continuó después de eso, principalmente como un vehículo para Robin el Chico Maravilla. En el número 131 (agosto de 1952), el libro pasó a llamarse Star Spangled War Stories. Star-Spangled Kid también apareció en World's Finest Comics desde 1942 a 1945.
Una versión de Sylvester Pemberton, ahora llamado Starman, apareció en Stargirl, interpretado por Joel McHale como el exlíder de la JSA.

## Biografía ficticia

### Star-Spangled Kid
El Star-Spangled Kid original era Sylvester Pemberton, un personaje de la Edad de Oro. Se convirtió en Star-Spangled Kid para luchar contra los espías nazis y los quintacolumnistas durante la Segunda Guerra Mundial. Sylvester era un niño rico mimado quién se escapó de la casa para luchar contra el crimen; sus padres nunca sospecharon lo que su hijo estaba haciendo.
El era único en el sentido de que era un niño superhéroe que operaba con un compañero adulto, Stripesy, también conocido como Pat Dugan, el chofer de la familia. Tanto él como Dugan eran excelentes acróbatas y tenían suficiente entrenamiento en el combate cuerpo a cuerpo. Idearon una serie de maniobras acrobáticas que les permitieron aprovechar las fortalezas de los demás: la agilidad de Kid y la destreza de Dugan. También construyeron el Star Rocket Racer, una limusina con techo de burbuja con las funciones de un cohete y un helicóptero.
Según la Enciclopedia de superhéroes de la Edad de Oro de Jess Nevins, los enemigos de Kid "van desde delincuentes comunes y agentes del Eje hasta el científico loco Dr. Weerd, False Face, el mago negro, el Moonglow loco por la luna, Presto el mago criminal y el truco de cuerda usando cuerda".
Kid y Stripesy eran miembros de los Siete Soldados de la Victoria, así como del All-Star Squadron. En 1948, a Pemberton y Dugan se les unió Merry, la Niña de 1000 Gimmicks, quien reemplazó a The Kid y Stripsey de su propia función.
Los Siete Soldados se perdieron en el tiempo en 1950 y fueron rescatados décadas después por la Liga de la Justicia de América y la Sociedad de la Justicia de América. Aquaman, Wildcat y Silver Age Green Lantern rescataron a Star-Spangled Kid, que vivía hace 50.000 años y se escondía en una cueva para que su gripe no acabara con la humanidad. Sylvester luego se unió a la JSA, momento en el que Starman, entonces lesionado, le prestó su vara cósmica (más tarde se reveló que Starman quería que el joven se convirtiera en su heredero ya que ninguno de sus hijos expresó interés en llevar el manto). Poco después, Kid refinó la tecnología de la vara, ideando un cinturón con poderes similares como proyección de energía, vuelo y transmutación de materia. Eventualmente, Sylvester se retiró temporalmente de los superhéroes para reclamar su herencia y el negocio de su padre, además del estudio de cine Stellar Studios, de su corrupto sobrino, quien estaba usando esos fondos para dirigir su propia organización malvada, Strike Force. Además, arregló su relación descuidada durante mucho tiempo con Dugan y luego se convirtió en el héroe conocido como Skyman después de la crisis después de fundar el heroico grupo conocido como Infinity Inc.

### Skyman
Sylvester finalmente cambió su nombre a Skyman y asumió el liderazgo del equipo Infinity Inc. Durante este período formó una sociedad con la ciudad de Los Ángeles para encargar al equipo como protectores a sueldo. También compró una propiedad para revitalizar las instalaciones de producción de películas relacionadas.
Más tarde se enfrentó a Solomon Grundy, quien estaba bajo el control del tercer Harlequín. Ella misma estaba bajo el empleo de Injustice Unlimited de Dummy. Durante el incidente, Solomon Grundy usó el toque fatal de Mr. Bones para matar a Skyman.

### El segundo Star-Spangled Kid
La hijastra de Pat Dugan, Courtney Whitmore, encuentra el traje Star-Spangled Kid y el cinturón cósmico de Sylvester y el viejo traje Stripesy de Pat mientras husmea en las pertenencias de Dugan. Ella roba el traje y el cinturón de Sylvester y, después de rediseñar el traje, se llama a sí misma la segunda Star-Spangled Kid, pero solo para molestar a Pat como venganza por haberse casado con su madre y mudar a su familia a un nuevo estado. Más tarde cambia su nombre a Stargirl después de una aventura que enfrenta a su padre convicto para resolver sus problemas con su vida personal para una misión en JSA: Allstars (la novela gráfica).
Sylvester, como Star-Spangled Kid, regresó más tarde con la JSA debido a una línea de tiempo alternativa en la continuidad post-Crisis para ayudar a la Sociedad de la Justicia contra Extant, cuando varias líneas de tiempo alternativas se juntaron debido al intento de Extant de colapsar la realidad en una línea de tiempo de su creación. Durante esta aventura, se une a Courtney y se ofrece a enseñarle un poco más sobre el personal. Si bien la crisis terminó antes de que él tuviera la oportunidad de darle más lecciones, le aseguró que, por lo que había visto, ella ya entendía lo suficiente sobre el poder del bastón como para que Sylvester supiera que estaba en buenas manos.

### 52
En la serie 52, Lex Luthor compró los derechos del nombre de Infinity Inc. de Pemberton Estate y le dio el nombre en clave "Skyman" a un nuevo superhéroe llamado Jacob Colby. Jacob tenía una relación con Natasha Irons, y fue retratado como uno de los héroes más sinceros en Infinity Inc. de Luthor. Más tarde fue asesinado y reemplazado por el cambiante Everyman.

## Poderes y habilidades
Star-Spangled Kid no tiene superpoderes, pero es un excelente atleta y combatiente cuerpo a cuerpo. Durante un tiempo utilizó la vara cósmica de Starman. Más tarde, usó un "cinturón convertidor cósmico" que le permitió volar, aumentó su fuerza y agilidad, y le dio la capacidad de crear objetos de luz sólida y proyectar explosiones de energía. Cuando reconfiguró el cinturón en su nuevo disfraz como Skyman, inicialmente solo tenía el poder de volar, pero a medida que pasaba el tiempo, modificó el traje para que poseyera todos los otros poderes que tenía el cinturón convertidor.

## En otros medios
- Sylvester Pemberton / Star-Spangled Kid apareció en el episodio de dos partes de Smallville, Absolute Justice, interpretado por Jim Shield. Esta versión manejaba el Bastón Cósmico y es miembro de la Sociedad de la Justicia de América (JSA) que operó anteriormente en la década de 1970. Después de enterarse de que Icicle II está matando a sus compañeros de equipo, Pemberton advierte a Chloe Sullivan antes de sacrificarse para salvarla, mientras que el Bastón Cósmico finalmente termina en posesión de Courtney Whitmore.
- Una variación de Sylvester Pemberton aparece en Stargirl, interpretado por Joel McHale. Si bien esta versión originalmente operaba como Star-Spangled Kid cuando era adolescente y su disfraz está inspirado en su época como Skyman, sus poderes y su personalidad de superhéroe se inspiran en Starman y se desempeñó como líder de la Sociedad de la Justicia de América (JSA).[14] Diez años antes de la serie, él y la JSA fueron atacados por la Sociedad de la Injusticia de América (ISA). El líder de la ISA, Icicle, hirió a Pemberton, pero el compañero y amigo de este último, Pat Dugan, lo sacó. En sus aparentes momentos de muerte, instó a Dugan a encontrar a alguien digno de empuñar su Bastón Cósmico y garantizar que el legado de la JSA sobreviva. En el presente, Courtney Whitmore encuentra el Bastón Cósmico y lo usa para convertirse en la sucesora de Pemberton, Stargirl, y formar una nueva JSA. Mientras tanto, debido a que el Bastón Cósmico alteró la fisiología de Pemberton, entró en un estado de animación suspendida cuando Icicle lo atacó antes de que el vínculo de Whitmore con el Bastón lo despertara. En el final de la primera temporada de dos partes, "Stars and S.T.R.I.P.E.", Pemberton busca a Dugan en California. En la segunda temporada, continúa su búsqueda antes de llegar finalmente a Blue Valley y ayudar a la JSA de Whitmore a derrotar a Eclipso. En la tercera temporada, es atacado y asesinado por Ultra-Humanidad, quien trasplanta su cerebro al cuerpo de Pemberton para manipular en secreto a la JSA de Stargirl para que se paralice como parte del complot de venganza de Icicle contra ellos. Después de que la JSA derrotara a Icicle y Ultra-Humanidad, finalmente lograron revivir a Pemberton una vez más años después.